# Pierre Galand
Pour les articles homonymes, voir Galand.
Pierre Galand né le 28 juillet 1940 à Uccle (Bruxelles), est une personnalité du monde associatif et de la coopération au développement belge et un homme politique membre du Parti socialiste. Son frère Paul Galand a été député bruxellois Ecolo.

## Biographie
Gradué en sciences sociales (Institut Cardijn), licencié en sciences économiques (UCL) et bachelier en philosophie (UCL), il a été professeur à l’Institut supérieur de culture ouvrière (ISCO) et est depuis 1997, maître de conférences et conseiller du recteur en coopération à l'université libre de Bruxelles (ULB).
Personnalité considérée par certains comme « charismatique », il a noué au fil des années de nombreux contacts en Afrique centrale, au Proche-Orient et en Amérique latine.
Il est ainsi à l’origine de plusieurs ONG et associations de solidarité avec les peuples en développement ou privés de liberté, dont OXFAM-Belgique qu’il rejoindra dès les premières années et dont il marquera fortement l’évolution ou encore la Coordination nationale d'action pour la paix et la démocratie (CNAPD) avec laquelle il rassemblera au début des années 1980, 300 000 manifestants dans les rues de Bruxelles en opposition à l’installation de missiles nucléaires en Belgique.
Le 20 octobre 1985, il est la cible d'un attentat : sa voiture est bombardée de cocktails Molotov. L'action est revendiquée par les Cellules communistes combattantes, qui, d'après leur communiqué, entendaient ainsi dénoncer le « pacifisme petit-bourgeois ».
Son engagement pour la cause palestinienne - il préside depuis 1986 l'Association Belgo-Palestinienne (ABP) qu'il avait fondée en 1976 aux côtés de Naïm Khader et Marcel Liebman et intervient lors de colloques à l'ONU en tant que président du Comité Européen de Coordination des ONG sur la Palestine (CECP) - lui vaut des critiques émanant de certains opposants politiques et d'associations de défense des intérêts d'Israël - à l'instar de l'Union des Patrons et Professionnels Juifs de France (UPJF). Ces derniers l'accusent d'alimenter la diabolisation d'Israël et en conséquence la judéophobie, accusations que Pierre Galand réfute en dénonçant l'amalgame auquel se livrent ceux qui taxent « d'antisémitisme » toute critique de la politique israélienne, rappelant que l'ABP condamne sans équivoque toutes les formes de racisme, que ce soit l'antisémitisme, la judéophobie, l'arabophobie ou l'islamophobie. 
Il s'implique également dans le mouvement alter-mondialiste et participe à des Forums sociaux mondiaux.

Le 25 mars 2006, il est élu à la présidence du Centre d'action laïque (CAL). Son entrée en fonction a eu lieu en mars 2007.
Lors de son dépôt de candidature, il avait déclaré qu'en cas d'élection, il ne se représenterait pas aux élections législatives.
Il est l'un des organisateurs du Tribunal Russell sur la Palestine dont les travaux ont commencé le 4 mars 2009.

## Mandats dans les organisations non gouvernementales (ONG)
- 1967-1996 : Secrétaire général d'OXFAM-Belgique
- 1970-1985 : Président de la Coordination nationale d'action pour la paix et la démocratie (CNAPD)
- 1973-1989 : Président du Comité national Chili
- 1975-1990 : Membre du Secrétariat international de la Sécurité et de la Coopération européenne
- 1982-1985 : Président du Comité de liaison des ONG avec l'Union européenne
- 1980-2002 : Membre du bureau puis président durant 8 ans du Centre national de coopération au développement (CNCD)
- 2008-2010 : Membre coopté du conseil d'administration de l'université libre de Bruxelles
- 2002-? : Président du Comité européen de coordination des ONG sur la Palestine (CECP)[11].  Participation aux conférences internationales 2003, 2005 et 2007 du Comité pour l'exercice des droits inaliénables du peuple palestinien.
- 2012 : Président de l'European Humanist Federation (EHF)
- Depuis 1986 : Président de l'Association belgo-palestinienne (ABP)
- Depuis 1998 : Président de l'Organisation mondiale contre la torture - Europe
- Depuis 1999 : Président de l'Association belge des Amis du Monde diplomatique
- Depuis 2002 : Président de la fondation Laïcité et humanisme en Afrique centrale (LHAC)
- Depuis 2016 : Président de l'Association pour les Nations unies (APNU)

## Mandat politique
- De 2003 à 2007 : sénateur coopté